# Glenn Nyberg
Glenn Nyberg (nascut el 12 d'octubre de 1988) és un àrbitre de futbol suec. Es va convertir en àrbitre professional el 2008, és àrbitre Allsvenskan des del 2013 i àrbitre internacional absolut de la FIFA des del 2016. Nyberg ha arbitrat 134 partits a l'Allsvenskan, 22 partits a la Superettan i 44 partits internacionals a partir del 2019.
L'11 de juny de 2023, Nyberg va ser seleccionat per arbitrar la final de la Copa del Món Sub-20 de la FIFA 2023 entre l'Uruguai i Itàlia a l'Argentina. L'abril de 2024, Nyberg va ser seleccionat per oficiar al torneig de futbol dels Jocs Olímpics masculí de París. El mateix mes, també va ser seleccionat per oficiar a la UEFA Euro 2024 a Alemanya.
El mes següent, va ser designat per la UEFA com a quart oficial de la final de la Lliga de la Conferència Europa entre l'Olympiacos i la Fiorentina.